# Понта Гроса
Понта Гроса (порт. Ponta Grossa) град је у Бразилу у савезној држави Парана. Према процени из 2007. у граду је живело 306.351 становника.

## Становништво
Према процени из 2007. у граду је живело 306.351 становника.
| 1991.   | 2000.   |
| ------- | ------- |
| 233,984 | 273,616 |